# Candy Clark
Candy Clark (født Candace June Clark; 20. juni 1947) er en amerikansk skuespiller og model. Hun er kendt for sin rolle som Debbie Dunham i filmen Sidste nat med kliken (1973), som hun modtog en nominering til en Oscar for bedste kvindelige birolle. Hun genoptog rollen i efterfølgeren Sidste nyt fra kliken (1979).

## Opvækst
Født i Norman, Oklahoma, til Ella (født Padberg) og Thomas Clark, en kok, voksede hun op i Fort Worth, Texas. Hun gik på Green B. Trimble Technical High School. Clark var en mode model i New York City hvor hun flyttede til i en alder af 18 år.

## Karriere
Clarks første rolle var karakteren Fayes i John Hustons film, Fat City i 1972. Clark medvirkede eller spillede i film som: Manden som kom ned på Jorden (1976), Marlowe går til sagen (1978), Blue Thunder (1983), Helvedeshuset 3-D (1983), Cat's Eye (1985) og For tæt på (1986). Clark spillede rollen som Francine Hewitt i Blob (1988).
Clark optrådte i filmen The Informant! som mor til Mark Whitacre, spillet af Matt Damon. I 2011 drog Clark til Berlin for at arbejde på skuespillet Images of Louise Brooks instrueret af Sven Mundt.
Hun har også lavet gæsteoptrådt på tv-serier, herunder Dating Game, Magnum, P.I., Banacek, Simon & Simon, Matlock, Baywatch Nights og Criminal Minds.

## Privatliv
Hun daterede Jeff Bridges i flere år efter at de mødtes på Fat City i 1972. Hun var gift med Marjoe Gortner fra 1978 til 1979. Hun giftede sig med Jeff Wald i 1987 og skilt fra ham i 1988. Fra og med 2007 medvirkede hun i mange hot rod shows og nyder havearbejde, indsamling af antikviteter og handelsmemorabilia på eBay.